# Tim Kaine

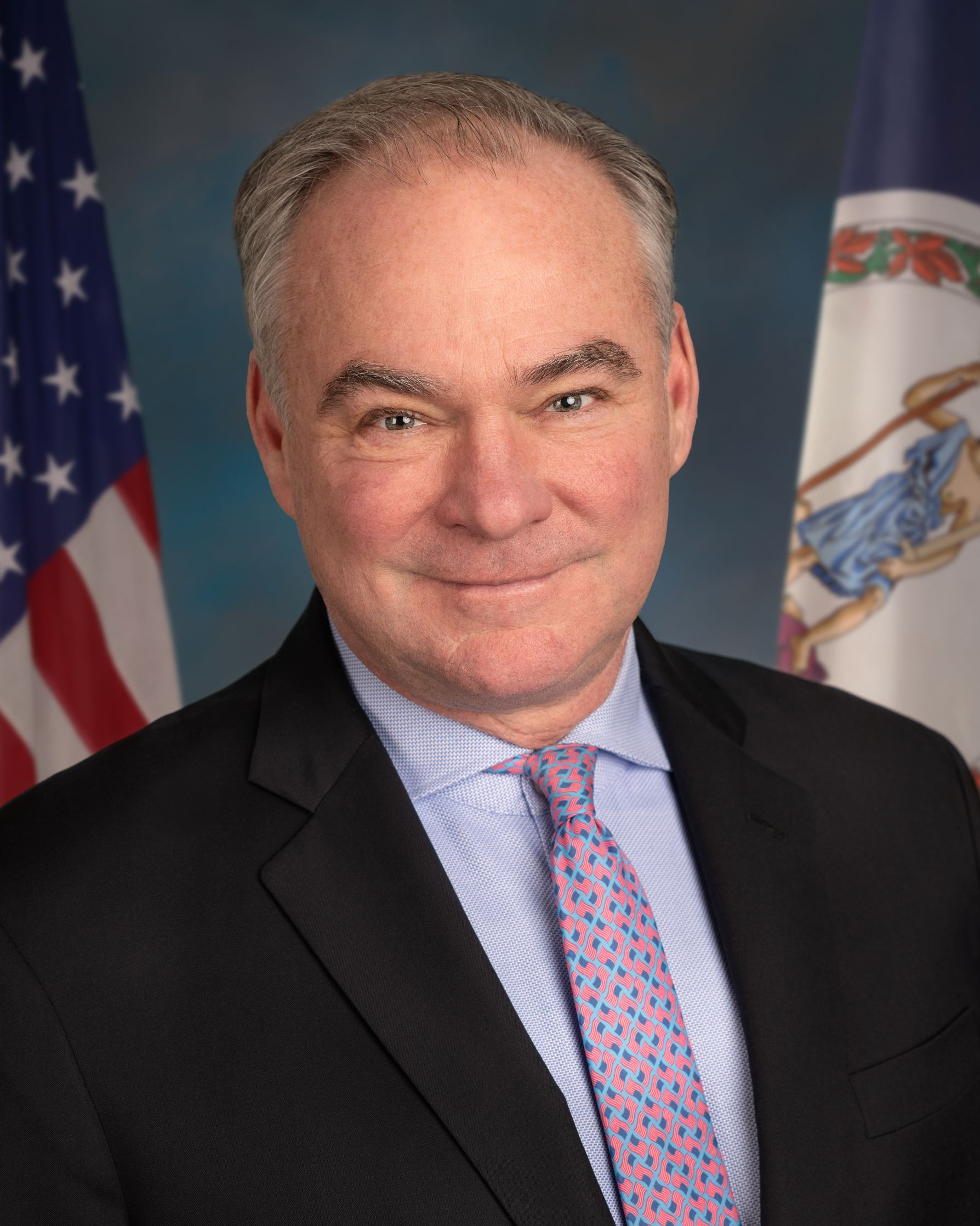
Tim Kaine (2019)

Timothy Michael „Tim“ Kaine (* 26. Februar 1958 in Saint Paul, Minnesota) ist ein amerikanischer Politiker der Demokratischen Partei. Seit dem 3. Januar 2013 vertritt er den Bundesstaat Virginia im Senat der Vereinigten Staaten. Er war von 2006 bis 2010 Gouverneur von Virginia und führte von 2009 bis 2011 das Democratic National Committee, die Parteiorganisation der Demokraten. Er war Vizepräsidentschaftskandidat Hillary Clintons, mit der er bei der Präsidentschaftswahl im November 2016 unterlag.

## Familie, Ausbildung und Beruf

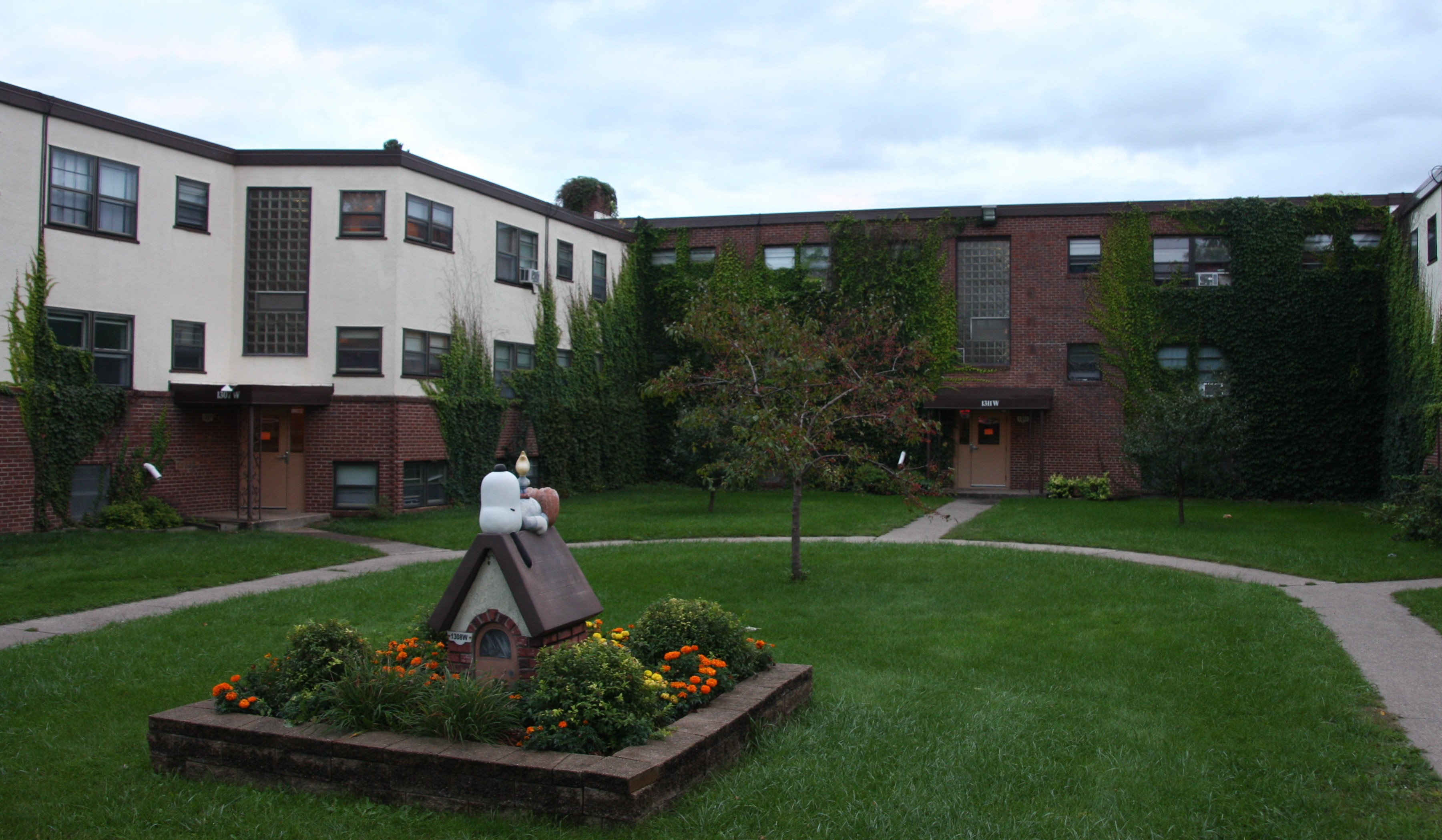
Elternhaus von Tim Kaine

Tim Kaine wuchs als ältester von drei Brüdern in einer Familie schottisch-irischer Herkunft in Overland Park auf, das zur Metropolregion Kansas City gehört. Sein Vater Al betrieb dort ein Schmiede- und Eisenwarengeschäft, in dem die Söhne aushalfen, seine Mutter Kathleen war Hauswirtschaftslehrerin. Katholisch erzogen, machte Tim Kaine seinen Schulabschluss an der jesuitischen Rockhurst High School in Kansas City (Missouri). Er studierte Wirtschaftswissenschaft an der University of Missouri und danach Rechtswissenschaft an der Harvard Law School. Währenddessen unterstützte er 1980/81 neun Monate lang katholische Missionare als Jesuit Volunteer in Honduras, was er als prägende Erfahrung beschrieben hat; seitdem spricht er fließend Spanisch. Nach seinem Jura-Abschluss arbeitete er als Rechtsanwalt in einer Kanzlei für Bürgerrechtsfragen und setzte sich für Todeszelleninsassen und für faire Bedingungen im Wohnungsrecht (fair housing) ein.
Kaine ist seit 1984 mit der ehemaligen Richmonder Jugendrichterin Anne Bright Holton verheiratet, einer Tochter des früheren Gouverneurs Virginias A. Linwood Holton, die im Januar 2014 vom Gouverneur Terry McAuliffe zur Bildungsministerin Virginias berufen wurde und im Juli 2016 zurücktrat, um ihren Mann im Präsidentschaftswahlkampf zu unterstützen. Sie haben drei Kinder und leben in einem Stadtviertel der afroamerikanisch geprägten Stadt Richmond (Virginia), in dem Menschen verschiedener Hautfarben integriert zusammenleben. Auch durch die Wahl ihrer Kirchengemeinde St. Elizabeth, der hauptsächlich Afroamerikaner angehören, hat Kaine gute Beziehungen zu Vertretern dieser Minderheit.

## Politische Laufbahn

### Aufstieg in Richmond
Kaines politische Karriere begann, als er im Mai 1994 in den Stadtrat von Richmond gewählt wurde. In der Folge wurde er 1998 Bürgermeister der Stadt und machte sich durch das Project Exile einen Namen, das die Zahl der Schießereien in Richmond um ca. 40 Prozent reduzierte. 2001 wurde Kaine, nachdem die favorisierte Kandidatin Emily Couric sich krankheitsbedingt zurückgezogen hatte, zum Vizegouverneur von Virginia gewählt. Dieses Amt, das er Anfang 2002 antrat, umfasste auch den Vorsitz im Senat von Virginia.

### Gouverneur von Virginia

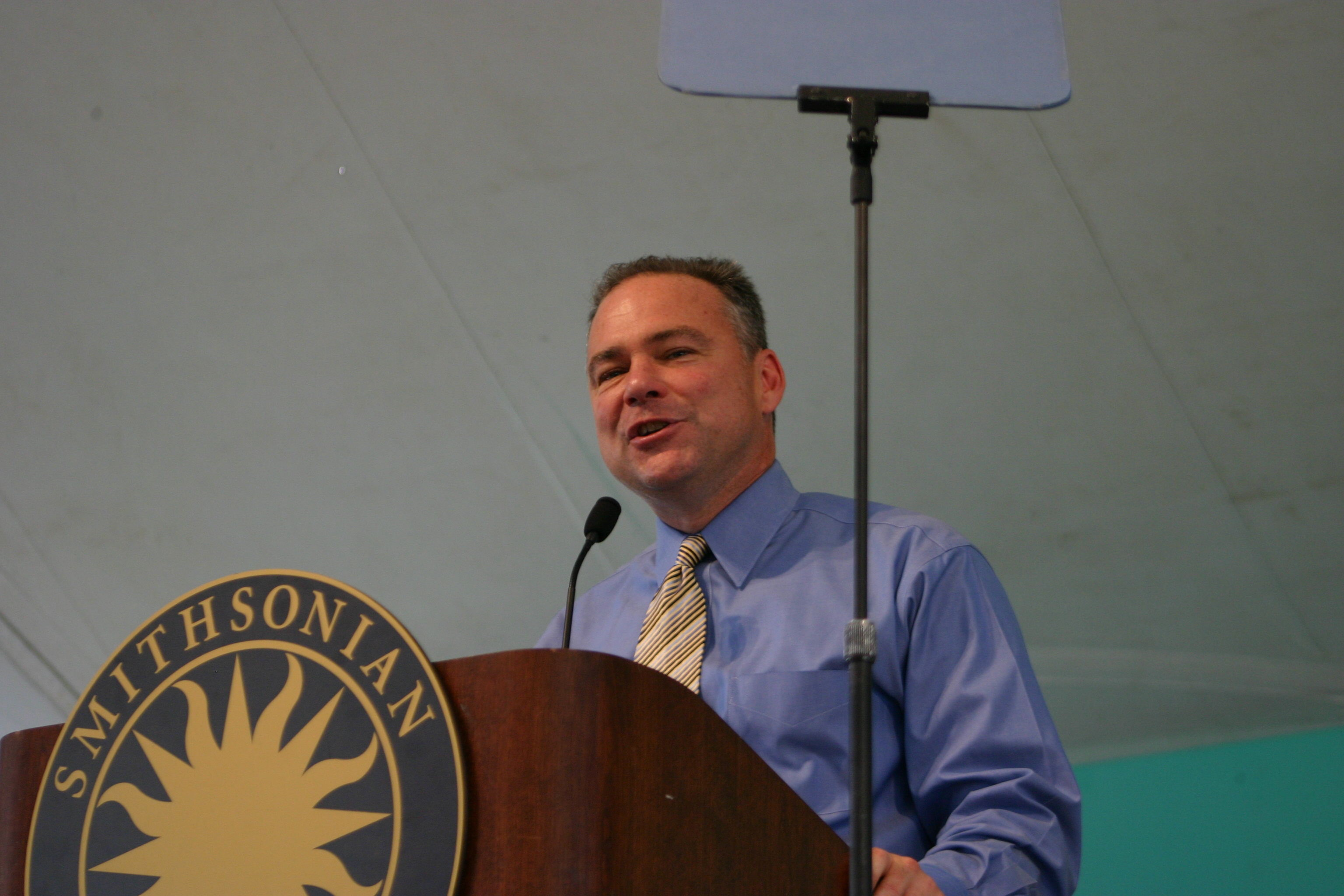
Gouverneur Kaine bei einer Rede 2007

Im November 2005 kandidierte Kaine für das Amt des Gouverneurs von Virginia und erreichte gegen den damaligen Attorney General, den Republikaner Jerry Kilgore, 52 Prozent der Stimmen. Er gewann nicht nur die verlässlich demokratisch wählenden urbanen Regionen im Norden des Staates, sondern setzte sich auch in ländlichen Gebieten durch. Die Amtseinführung am 14. Januar 2006 fand – erstmals seit Thomas Jefferson 1779 – in der heutigen Museumsstadt Williamsburg statt, weil der Amtssitz des Gouverneurs, das Kapitol in der Hauptstadt Richmond, renoviert wurde. Da die Verfassung von Virginia keine zwei aufeinander folgenden Amtsperioden eines Gouverneurs erlaubt, konnte er bei der Gouverneurswahl 2009 nicht erneut kandidieren und schied im Januar 2010 aus dem Amt aus.
In seiner Gouverneurszeit setzte Kaine wenige Gesetzesinitiativen um, da er mit republikanischen Mehrheiten in den Staatsparlamenten umgehen musste; so scheiterte er mit dem Versuch von Steuererhöhungen. Er setzte aber trotz der Bedeutung des Tabakanbaus für Virginia ein generelles Rauchverbot in Restaurants durch. Zu seinem Stil gehörte es, dass er den Regierungsangelegenheiten und ihrer medialen Darstellung stete Aufmerksamkeit widmete und sich sogar um Detailfragen kümmerte, indem er etwa über jeden Posten des Staatshaushalts informiert war, in vier Jahren 145.000 E-Mails schrieb und die Website der Bundesstaatsregierung regelmäßig selbst änderte. Er nahm währenddessen Zuwendungen von Unternehmen in Höhe von über 200.000 US-Dollar an, was im Rahmen seiner Vizepräsidentschaftskandidatur kritisiert wurde, da für seinen republikanischen Amtsnachfolger Bob McDonnell die Annahme von persönlichen Geschenken zu einer Verurteilung wegen Korruption geführt hatte. Der republikanische Präsidentschaftskandidat Donald Trump gab Kaine daraufhin im Juli 2016 den Spitznamen „Corrupt Kaine“. Die – in Virginia gesetzlich gestatteten – Mittel flossen jedoch in Kaines Fall fast nie dem persönlichen Vermögen zu, sondern wurden für berufsbedingte Aufwendungen wie Reisekosten gezahlt; ein Einfluss auf seine politischen Entscheidungen ist nicht festgestellt worden.

### Vorsitzender des Democratic National Committee
Kaine gab im Februar 2007 als erster hochrangiger Politiker außerhalb von Illinois bekannt, dass er Barack Obamas Präsidentschaftskandidatur 2008 unterstützte. Er war als möglicher Vizepräsidentschaftskandidat im Gespräch, da der in Virginia populäre Politiker dem Kandidaten Obama hätte helfen können, diesen möglicherweise wahlentscheidenden Bundesstaat zu gewinnen, wurde aber wegen seiner damals fehlenden außenpolitischen Erfahrung nicht ausgewählt. Nach seiner Wahl zum US-Präsidenten schlug Obama Gouverneur Kaine als neuen Chairman des Democratic National Committee (DNC) vor. Am 21. Januar 2009 löste er in diesem Amt Howard Dean ab, knüpfte ein bundesweites Netzwerk von ihm gewogenen Geldgebern sowie Parteigrößen und legte Wert darauf, wöchentlich mit je zwölf ehrenamtlichen Wahlkampfhelfern zu sprechen. Während seiner Amtszeit unterlagen die Demokraten in mehreren wichtigen Gouverneurswahlen und bei den Halbzeitwahlen 2010, bei denen sie die Mehrheit im US-Repräsentantenhaus verloren.

### US-Senator für Virginia

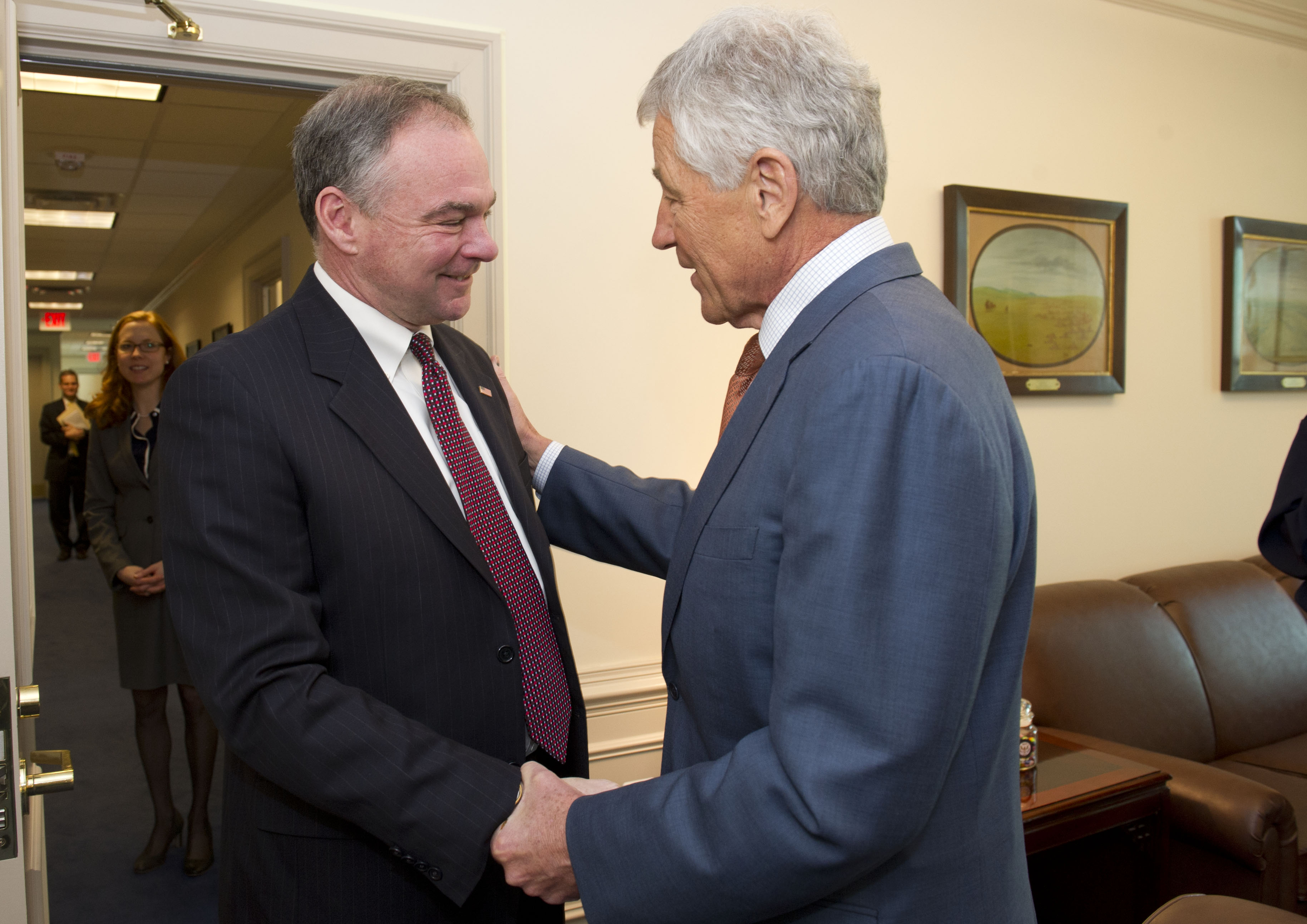
Senator Kaine (links) im März 2013 mit dem damaligen US-Verteidigungsminister Chuck Hagel

Am 5. April 2011 gab Kaine bekannt, dass er sich um die Nachfolge des nicht mehr kandidierenden demokratischen US-Senators Jim Webb bei der Wahl im November 2012 bewerben werde. Zeitgleich erklärte Kaine seinen Rücktritt als Chairman des DNC. Seine Stellvertreterin Donna Brazile nahm einen Monat lang kommissarisch seine Aufgaben wahr, ehe die Kongressabgeordnete Debbie Wasserman Schultz aus Florida von Präsident Obama zu Kaines Nachfolgerin ernannt wurde. Kaine erreichte die Nominierung seiner Partei und setzte sich nach einem der teuersten Wahlkämpfe des Jahres bei der Senatswahl gegen den Republikaner George Allen durch, einen seiner Vorgänger als Gouverneur von Virginia. Er erreichte 53 Prozent der Stimmen und damit mehr als Obama bei der zeitgleichen Präsidentschaftswahl in Virginia.
Sein Senatsmandat trat Kaine am 3. Januar 2013 an. Dort legte er seinen Schwerpunkt auf die Außen- und Sicherheitspolitik und ist Mitglied der Ausschüsse für die Streitkräfte und Außenbeziehungen. 2013 hielt er zur Unterstützung einer umfassenden, überparteilichen Einwanderungsreform als erster Mandatsträger im US-Senat eine Rede vollständig auf Spanisch. Er kündigte nach der Wahlniederlage als Running Mate Hillary Clintons bei der Präsidentschaftswahl im November 2016 an, sich 2018 für eine Wiederwahl als Senator zu bewerben und an einer Kandidatur als US-Präsident 2020 nicht interessiert zu sein.
Nachdem Carly Fiorina eine zunächst erwogene Kandidatur gegen Kaine absagte, erklärte der Republikaner Jim Gilmore – der wie Fiorina an der republikanischen Präsidentschaftsvorwahl 2016 teilgenommen hatte –, an einem Antreten gegen Kaine interessiert zu sein. In der Vorwahl der Republikaner setzte sich schließlich Corey Stewart durch, der von Präsident Trump unterstützt wird und umstrittene Positionen wie die verschärfte Bekämpfung illegaler Einwanderung und den Erhalt von Denkmalen für Konföderierte vertritt. Stewart blieb im Fundraising und in den Umfragen weit hinter Kaine zurück, der sich mit einer positiven, optimistischen Kampagne gegen das aktuelle politische Klima zu stellen versuchte. Kaine konnte ohne innerparteilichen Konkurrenten antreten. Er gewann mit knapp 57 % der Stimmen als klarer Favorit die Hauptwahl im November 2018.

### Bewerber als US-Vizepräsident 2016

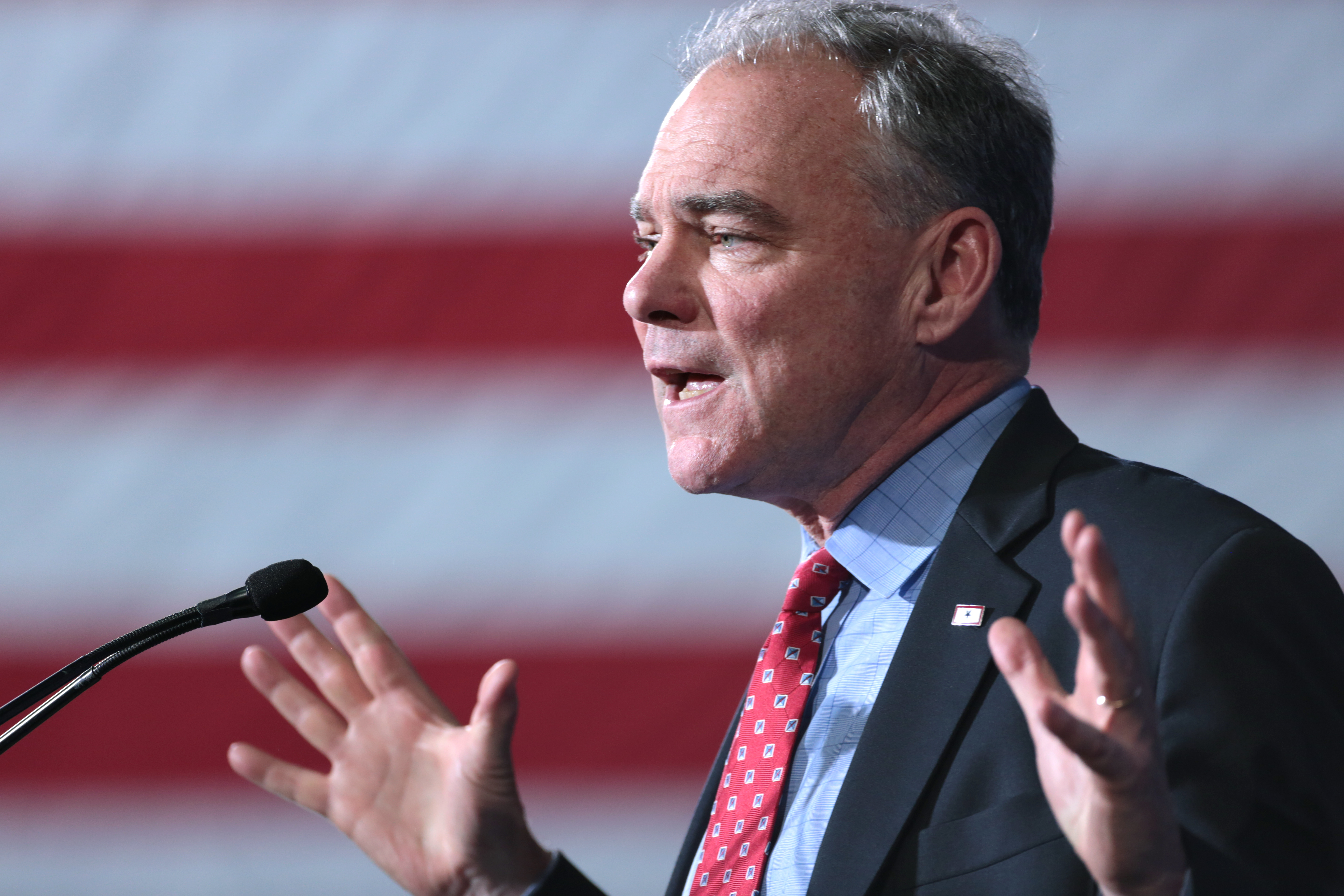
Kaine bei einem Wahlkampf-Auftritt in Arizona im November 2016

Kaine sprach sich bereits 2014 für Hillary Clinton als demokratische Präsidentschaftskandidatin bei der Wahl 2016 aus. Nachdem die frühere Außenministerin im April 2015 ihre Bewerbung bekanntgegeben hatte, unterstützte Kaine sie bei mehreren Wahlkampfterminen. Aufgrund seiner Erfahrung und seiner Herkunft aus dem Swing State Virginia galt er in US-Medien bereits frühzeitig als möglicher Vizepräsidentschaftskandidat. Am 22. Juli 2016 gab Hillary Clinton bekannt, dass Tim Kaine als ihr Vizepräsidentschaftskandidat („Running Mate“) antritt, was von Beobachtern als sichere Wahl eines erfahrenen, moderaten Politikers charakterisiert wurde.
Sein direkter Gegner bei dieser Wahl war der Gouverneur von Indiana Mike Pence, der Running Mate des republikanischen Kandidaten Donald Trump. Als Vorzüge Kaines wurden seine Eloquenz, sein authentisches Auftreten und seine vielfältige Regierungserfahrung genannt, was gegen den politisch unerfahrenen Gegenkandidaten Trump ausgespielt werden sollte. Kaine galt als möglicher Helfer, weiße Männer und Unabhängige der politischen Mitte zu gewinnen, die unterdurchschnittlich für Hillary Clinton stimmten. Auf Vorbehalte traf er im linken Lager der Demokraten, das nach Bernie Sanders’ überraschend erfolgreicher Vorwahl skeptisch gegenüber der Parteikandidatin war. Zudem wurde bezweifelt, ob der freundlich-zurückhaltende Kaine gegen den medienerfahrenen Donald Trump im Wahlkampf aggressiv genug auftrete.
Am 8. November 2016 verloren Clinton und Kaine mit 232 Wahlmännerstimmen entgegen der meisten Umfragen und Prognosen die Wahl gegen das republikanische Gespann aus Trump und Pence, die 306 Voten erhielten. Die meisten Swing States und einige Staaten im industriereichen Rust Belt gingen an Trump und Pence, während Kaines Kandidatur Clintons Sieg in Virginia ermöglicht haben könnte. Nach dieser ersten Wahlniederlage seines Lebens kritisierte Kaine die Auswahl Stephen Bannons als Chefberater Trumps im Weißen Haus und kündigte an, im Senat eine Kontrollinstanz zu Entscheidungen des Präsidenten zu bilden.

## Politische Positionen
Kaine gilt als moderater Demokrat, der die politische Mitte  und zugleich verlässlich die Parteilinie repräsentiert. Er hat das unpopuläre Nordamerikanische Freihandelsabkommen (NAFTA) verteidigt sowie sich für eine Beschleunigung des Transpazifischen Freihandelsabkommens (TPP) eingesetzt und damit eine Position zugunsten des Freihandels eingenommen, die insbesondere im Wahlkampf 2016 umstritten war, in dem Kandidaten wie Donald Trump und Bernie Sanders mit einer protektionistischen Linie erfolgreich waren. Zudem steht er einer stärkeren Finanzmarktregulierung skeptisch gegenüber, was ihm im linken Flügel der Demokraten Kritik eingebracht hat. In Fragen des Umweltschutzes unterstützt Kaine die Position der Demokraten, Maßnahmen gegen den Klimawandel zu ergreifen, und sprach sich gegen den Bau der Pipeline Keystone XL aus, ist aber – anders als Clinton – offen für Offshore-Ölbohrungen. Im November 2017 setzte sich Kaine dafür ein, die sogenannten Superdelegierten bei der Präsidentschaftsvorwahl der Demokraten abzuschaffen; es handelt sich um Würdenträger, die ohne gewählt zu sein und ohne Kandidatenbindung an der Nominierung teilnehmen. Bernie Sanders hatte deren Abschaffung bereits bei seinem Wahlkampf 2016 gefordert, als Kaines Running Mate Clinton mit deren Hilfe nominiert wurde.
Sein gesellschaftspolitischer Progressivismus speist sich aus der Tradition der Bürgerrechtsbewegung und aus der katholischen Soziallehre. Insbesondere nach dem Amoklauf an der Virginia Tech 2007, den er im Rückblick als „schlimmsten Tag meines Lebens“ bezeichnet hat und dessen Aufarbeitung er als Gouverneur begleitete, setzt sich Kaine für eine Regulierung von Waffenverkäufen durch verpflichtende Überprüfungen der Käufer („background checks“) ein. Kaine, der sich als Katholik persönlich gegen Schwangerschaftsabbruch ausspricht, tritt in seiner politischen Arbeit strikt für das Selbstbestimmungsrecht der Schwangeren (Pro-Choice) ein, da es sich um eine persönliche Entscheidung handle. Er wendet sich jedoch gegen die Aufhebung des Hyde Amendment, das dem Bund die finanzielle Unterstützung von Schwangerschaftsabbrüchen bis auf wenige Ausnahmen untersagt. Damit stellte er sich im Präsidentschaftswahlkampf 2016 gegen die Position der Präsidentschaftskandidatin Hillary Clinton. Auf seinen Glauben stützt er auch die Ablehnung der Todesstrafe, was bei seinem Gouverneurswahlkampf 2005 zu einem zentralen Thema gegen ihn geworden war, er ließ aber als Gouverneur elf Hinrichtungen – die Staatsgesetze ausführend – zu.
In der Außen- und Sicherheitspolitik vertritt Kaine eine verhältnismäßig harte Linie. So rief er mehrfach dazu auf, gegen die Terrororganisation Islamischer Staat militärische Mittel einzusetzen, und kritisierte die Regierung Obama für ihre Zurückhaltung im Bürgerkrieg in Syrien und für die fehlende Einbindung des Kongresses in militärische Entscheidungen.